# Live 8
Live 8 var en række koncerter som afholdtes 2. juli 2005 i London, Paris, Berlin, Rom, Philadelphia (USA), Johannesburg, Tokyo, Moskva og Paris som en del af en kampagne ved navn Make Poverty History – "Gør fattigdom til historie". Koncerterne fandt sted 20 år efter Live Aid i 1985, og navnet Live 8 rummer en hyldest til det tidligere arrangement (på engelsk udtales "eight" og "aid" næsten ens).
Live 8-koncerterne afholdtes som optakt til en march til det 31. G8-topmøde, som fandt sted i Gleneagle i Skotland i juli 2005. Målet var at få verdens topledere til at slette ulandenes gæld til den rige verden, øge og forbedre bistanden og arbejde frem mod mere "retfærdige" regler for international handel for at gøre en ende på sult og fattigdom i den tredje verden. En elektronisk underskriftsindsamling fik tilslutning fra 26 millioner mennesker, og resultatet blev overbragt til G8-mødet. 